# Bracon laminator
Bracon laminator är en stekelart som först beskrevs av Johan Christian Fabricius 1798.  Bracon laminator ingår i släktet Bracon och familjen bracksteklar. Inga underarter finns listade.